# Епина
Епина (фр. Espinas) насеље је и општина у јужној Француској у региону Миди Пирене, у департману Тарн и Гарона која припада префектури Монтобан.
По подацима из 2011. године у општини је живело 175 становника, а густина насељености је износила 10,84 становника/km². Општина се простире на површини од 16,15 km². Налази се на средњој надморској висини од 195 метара (максималној 392 m, а минималној 151 m).

## Демографија
| 1962. | 1968. | 1975. | 1982. | 1990. | 1999. | 2011. |
| ----- | ----- | ----- | ----- | ----- | ----- | ----- |
| 171   | 214   | 189   | 175   | 150   | 163   | 175   |

График промене броја становника у току последњих година